# Gérard Buquet

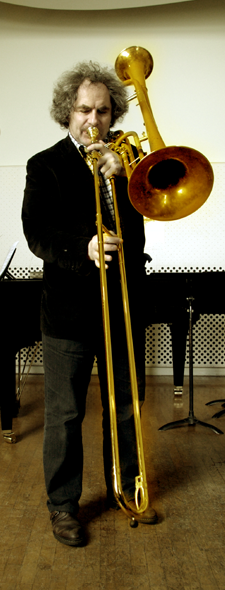
Gérard Buquet spielt seine Kontrabass-Posaune mit zwei Schalltrichtern

Gérard Buquet (* 1954) ist ein französischer Komponist, Dirigent und Tubist.
Er gilt als einer der international bedeutendsten Tubisten, der vor allem im Bereich der zeitgenössischen Musik neue Spieltechniken auf der Tuba eingeführt und weiterentwickelt hat. Darüber hinaus gewinnt er seit den späten neunziger Jahren zunehmend als Komponist zeitgenössischer Musik an Bedeutung. Buquet leitet seit 2000 das Ensemble für Neue Musik der Musikhochschule Karlsruhe und ist Professor für Tuba am Conservatoire de Paris.

## Leben
Gérard Buquet studierte Tuba am Conservatoire National Supérieur de Paris, später Komposition bei Claude Ballif und Franco Donatoni. Er wirkte zunächst als Instrumentalist bei zahlreichen Uraufführungen mit dem Orchestre de Paris, dem Orchestre National de France und dem Orchestre Philharmonique de Radio France mit. In dieser Zeit war er ebenfalls in einigen Jazz-Gruppen aktiv.
Von 1976 bis 2001 war er der Tuba-Spieler des Ensemble intercontemporain, mit dem er auf vielen bedeutenden Festivals für Zeitgenössische Musik vertreten war.
1999 drehte der Kanal Mezzo TV einen Porträtfilm über ihn.
Im Jahr 2000 folgte er einem Ruf an die Musikhochschule Karlsruhe und trat eine Professur als Dirigent des Ensembles für Neue Musik an, mit dem er namhafte Werke wie die Étude d’après Sérafin von Wolfgang Rihm einstudierte. Seit 2003 unterrichtet er zeitgenössische Komposition am Cefedem in Dijon.

## Kompositionen (Auswahl)
- 2006: „Surimpressions“
- 2005: „Les danses du temps“
- 2001: „Adverb“
- 1997: „Zwischen“

## Trivia
Gérard Buquet ist Besitzer der einzig je gebauten Kontrabass-Posaune mit zwei Schalltrichtern.